# Бершаково
Бершако́во — село в Шебекинском районе Белгородской области, административный центр Бершаковского сельского поселения.

## География
Село Бершаково находится на левом берегу реки Нежеголек. Ниже по течению находится хутор Крепацкий, выше по течению — село Поповка.
Через село проходит автотрасса Шебекино—Волоконовка. Также из Бершакова идёт асфальтированная дорога в Поповку и Булановку.

## История
Хутор Бершаково основан в 1716 году. Входил в Булановскую волость Новооскольского уезда Курской губернии. Земли хутора принадлежали советнику Михаилу Дурасову, население составляли крепостные крестьяне.
Первая школа открылась в Бершакове в 1896 году. В 1897-98 построена церковно-приходская школа, здание которой сохранилось до 1975 года.
В 1928 году хутор Бершаков стал центром Бершаковского сельского совета Большетроицкого района.
В 1929 в Бершакове создан первый колхоз «Красный пахарь».
В Великую Отечественную войну 1941-45 годов на фронт ушли 384 жителя Бершакова. Уроженцу Бершакова Трофиму Тихоновичу Сукову было присвоено звание Героя Советского Союза.
В 1950 году было произведено объединение колхозов, и созданный в Бершакове колхоз был назван именем Калинина.
В 1992 колхоз имени Калинина преобразован в акционерное общество закрытого типа «Восход».

## Население
| 2002 | 2010 |
| ---- | ---- |
| 504  | ↗546 |

## Достопримечательности
- Братская могила 16 советских воинов, погибших в Великой Отечественной войне[3].